# Universidade Akdeniz

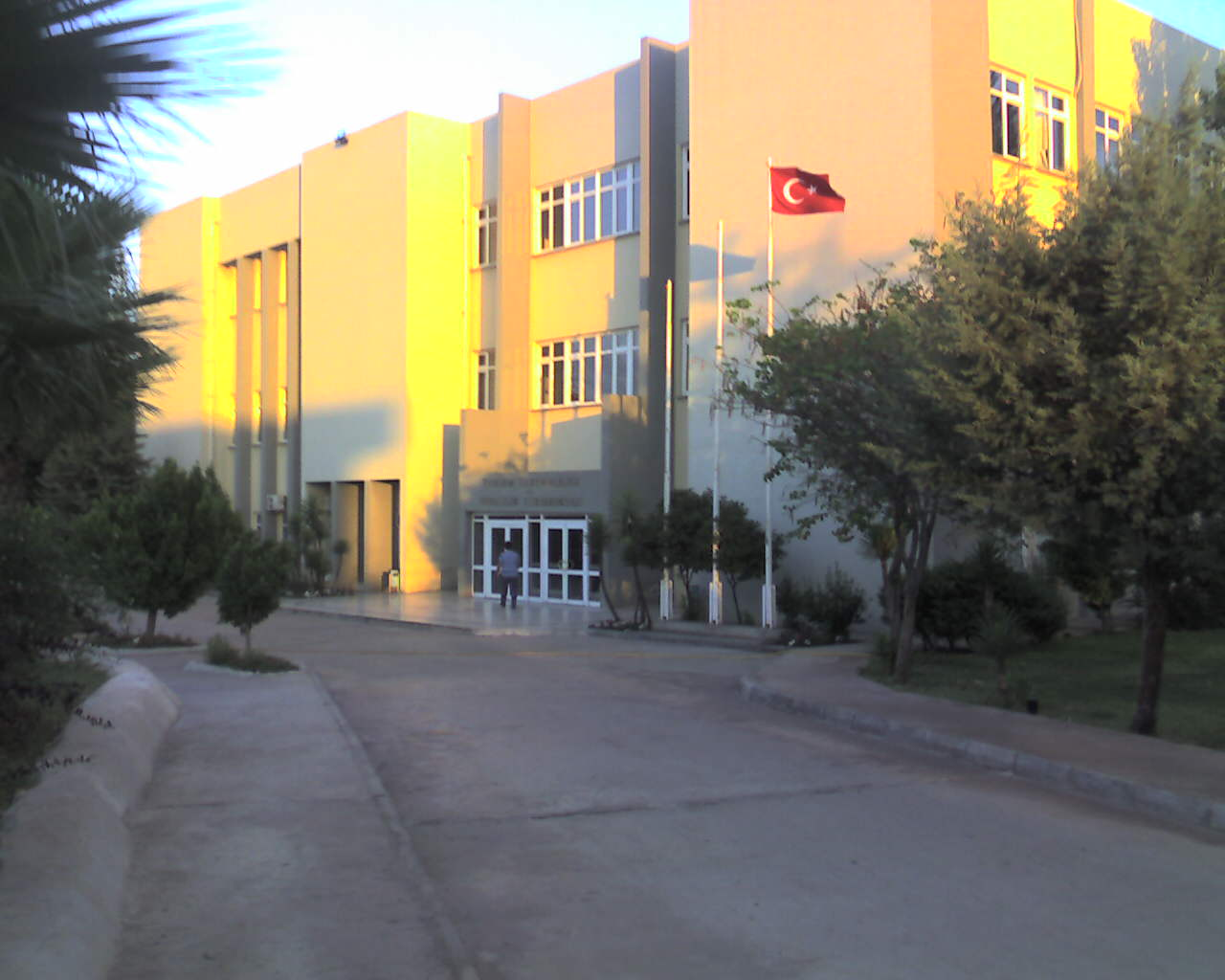
Escola Superior de Gestão Hotelaria e Turismo.

A Universidade Akdeniz (em turco:  Akdeniz Üniversitesi, Universidade do Mediterrâneo) é uma universidade pública da província de Antália, Turquia, sediada na cidade de Antália. Além do campus principal situado no distrito de Konyaaltı tem também um campus em Alanya e diversas escolas e organismos espalhadas por outros locais da província de Antália. É a instituição de ensino superior e de investigação científica da região turca do Mediterrâneo Ocidental.
A universidade foi fundada em 1982, incorporando as instituições de ensino superior já existentes em Antália, Isparta e Burdur. O campus principal, ocupa 3,74 km² a oeste do centro de Antália, entre a Avenida Dumlupinar e o bairro de Uncalı.
Em 2010 a universidade contava com onze faculdades em Antália (Medicina, Agronomia, Artes e Ciências, Economia e Gestão, Direito, Belas Artes, Engenharia, Educação, Comunicação, Aquacultura e Pescas e Teologia) e uma em Alanya (Gestão).. Tinha ainda quatro escolas superiores (Turismo e Gestão Hoteleira, Educação Física e Desporto, Saúde e Línguas Estrangeiras), um conservatório, doze escolas profissionais e quatro institutos (Ciências da Saúde, Ciências, Ciências Sociais e Belas Artes).
A universidade faz parte da Associação das Universidades Europeias (EUA) e da Associação Internacional de Universidades (IAU) e está envolvida em diversos programas internacionais, como sejam o Leonardo e o Erasmus.